# Novoleushkovskaya
Nevoleushkovskaya (en ruso: Новолеушковская) es una stanitsa del raión de Pávlovskaya del krai de Krasnodar, en Rusia. Está situado a orillas del río Tijonkaya, afluente del río Chelbas, 21 km al sur de Pávlovskaya y 129 km al nordeste de Krasnodar, la capital del krai. Tenía 6 462 habitantes en 2010.
Es cabeza del municipio Novoleushkovskoye, al que pertenece también el jútor Pervomaiski.

## Historia
Fue fundada en el primer tercio del siglo XIX por cosacos del Mar Negro. Hasta 1920 perteneció al otdel de Yeisk del óblast de Kubán. De 1934 a 1953 fue centro del raión homónimo, en el que el abuelo del presidente ruso Dmitri Medvédev, Afanasi Medvédev, ejerció como secretario.

## Demografía
| 1890 | 1959 | 1979 | 2002 | 2010 |
| ---- | ---- | ---- | ---- | ---- |
| 5934 | 7409 | 7175 | 6766 | 6462 |

### Composición étnica
De los 7 175 habitantes que tenía en 2002, el 95.3 % era de etnia rusa, el 2.1 % era de etnia armenia, el 1.1 % era de etnia ucraniana, el 0.3 % era de etnia azerí, el 0.2 % era de etnia bielorrusa, el 0.2 % era de etnia alemana, el 0.1 % era de etnia georgiana, el 0.1 % era de etnia tártara, el 0.1 % era de etnia alemana y el 0.1 % era de etnia gitana

## Transporte
Cuenta con una estación (Leuskovskaya) en la línea de ferrocarril Tijoretsk-Bataisk.
Por la localidad pasa la carretera federal M29 Cáucaso.